# Binninge
Binninge är en bebyggelse sydväst om Fjugesta i Edsbergs socken i Lekebergs kommun. Mellan 2015 och 2020 avgränsade SCB här en småort. Vid avgränsningen 2020 klassades bebyggelsen som en del av tätorten Gropen och småorten avregistrerades.